# Злін (округ)
Злін (чеськ. Okres Zlín) — адміністративно-територіальна одиниця в Злінському краї Чеської Республіки. Адміністративний центр — місто Злін. Площа округу — 1 033,59 кв. км., населення становить 191 830 осіб.

## Адміністративно-територіальний устрій
До округу входить 89 муніципалітетів, з котрих 10 — міста.

### Міста
| Місто             | Населення |
| ----------------- | --------- |
| Злін              | 74 191    |
| Отроковиці        | 17 634    |
| Напаєдла          | 7 200     |
| Славічин          | 6 200     |
| Брумов-Більниці   | 5 471     |
| Лугачовиці        | 5 107     |
| Візовиці          | 4 870     |
| Валашске-Клобоуки | 4 868     |
| Фриштак           | 3 800     |
| Слушовиці         | 2 904     |